# Gunilla Fransson
Gunilla Fransson är född 1960. Hon var tidigare affärsområdeschef för Security and Defence Solutions på Saab AB.
Dessförinnan arbetade hon på Ericsson där hon ansvarade för Product Management & Development på Ericsson Enterprise och har även arbetat som chef för System Layer på Ericsson. Har varit omnämnd som en av Sveriges mäktigaste kvinnor.